# Cathedral Song
Cathedral Song è un singolo della cantautrice britannica Tanita Tikaram, pubblicato nel 1989 come terzo estratto dal primo album in studio Ancient Heart.

## Successo commerciale
Questo brano si è classificato al 48º posto nella UK Singles Chart nel Regno Unito.

## Video musicale
Il videoclip, girato in bianco e nero, racconta una storia d'amore tra due nuotatori in estate. Appare anche Tanita che canta in primo piano, ma solo in riprese da studio.

## Tracce
Vinile 7"  EU e UK
1. Cathedral Song – 2:51
2. Sighing Innocents – 3:31

Vinile 12" EU e UK
1. Cathedral Song – 2:51
2. Sighing Innocents – 3:31
3. Fireflies in The Kitchen (live at The Manchester International for Piccadilly) – 2:51
4. Let's Make Everybody Smile Today (live at The Manchester International for Piccadilly) – 3:32

CD singolo EU e UK
1. Cathedral Song – 2:51
2. Sighing Innocents – 3:31
3. Let's Make Everybody Smile Today (live at The Manchester International for Piccadilly) – 3:32
4. Over You All (live at The Manchester International for Piccadilly) – 3:35

## Formazione
Hanno partecipato alle registrazioni secondo le note dell'album:
- Tanita Tikaram – voce
- Rod Argent – tastiere
- Peter Van Hooke – batteria
- Rory McFarlane – basso
- Mitch Dalton – chitarra

## Classifiche
| Classifica (1989)            | Posizione massima |
| ---------------------------- | ----------------- |
| Regno Unito (Singles Charts) | 48                |
| Germania (GFK)               | 71                |
| Olanda (Singles Chart)       | 36                |